# 201 a.C.

## Eventos
- Cneu Cornélio Lêntulo e Públio Élio Peto, cônsules romanos.
- Décimo-oitavo e último ano da Segunda Guerra Púnica. Depois da derrota na Batalha de Zama no ano anterior, Aníbal e Cipião Africano acordaram as condições da rendição de Cartago.

- Guerra Cretense:
  - Batalha de Quio — uma frota da aliança liderada por Rodes de Pérgamo inflige uma derrota esmagadora à marinha macedónia.
  - Batalha de Lade — quando a frota ródia regressava da Batalha de Quio é surpreendida pela frota macedónia, que obtém uma vitória retumbante.